# Bi Yan
Bi Yan (chinesisch 畢妍 / 毕妍, Pinyin Bì Yán; * 17. Februar 1984 in Dalian) ist eine ehemalige chinesische Fußballspielerin.

## Karriere
Ihr erstes Turnier in der chinesischen A-Nationalmannschaft war die Weltmeisterschaft 2003, wo sie es mit ihrem Team bis ins Viertelfinale schaffte. Danach war sie auch Teil der Mannschaft bei den Olympischen Spielen 2004. Ein Jahr später kam sie auch in allen Partien, der Mannschaft bei der Ostasienmeisterschaft 2005 zum Einsatz, jedoch konnte ihre Mannschaft nur einen einzigen Punkt sammeln. Bei der Weltmeisterschaft 2007 erreichte sie mit China das Viertelfinale.